# Forstenrieder Park
Il Forstenrieder Park è un'estesa foresta a sud-ovest di Monaco di Baviera. La foresta, principalmente di proprietà demaniale, è perlopiù un'area non incorporata di 37,08 km² del circondario di Monaco. Assieme al Forst Kasten (a cui è collegato senza interruzione) e alla foresta di Fürstenried forma un territorio naturalistico protetto di 4 912 ettari.
In passato questi territori rappresentavano un'area silvopastorale e una zona di caccia dei nobili e dei signori del casato dei Wittelsbach, mentre oggi costituiscono un'estesa foresta di conifere e di boschi misti molto importanti sia come fonte di materie prime e acqua potabile sia per il clima locale. Inoltre, il territorio fa parte della cosiddetta cintura verde di Monaco, una superficie di circa 335 km² di aree naturali che circonda la città. Il Forstenrieder Park viene utilizzato come area di relax e di numerose attività per il tempo libero da parte della popolazione di Monaco di Baviera.

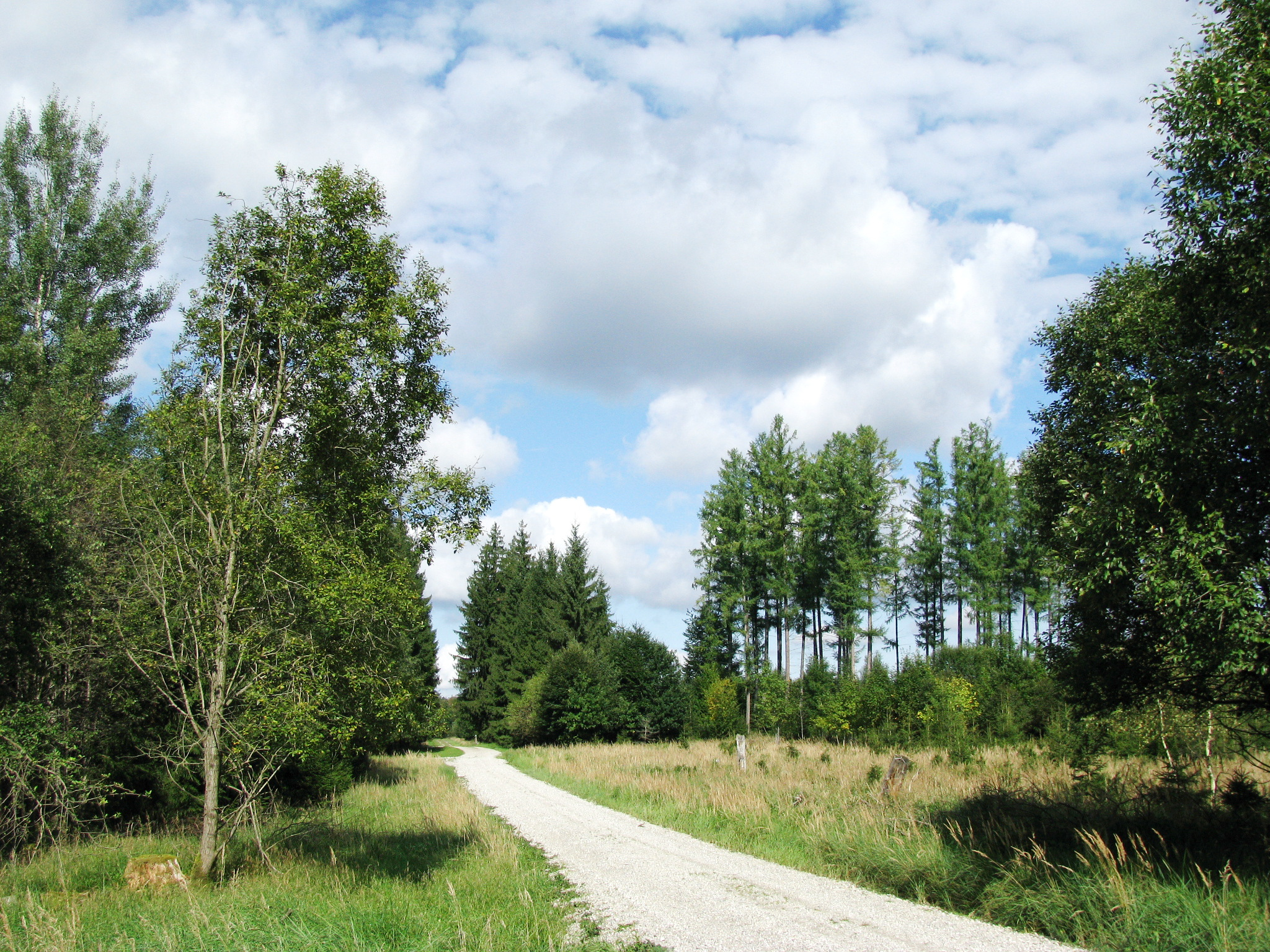
Viale nel Forstenrieder Park

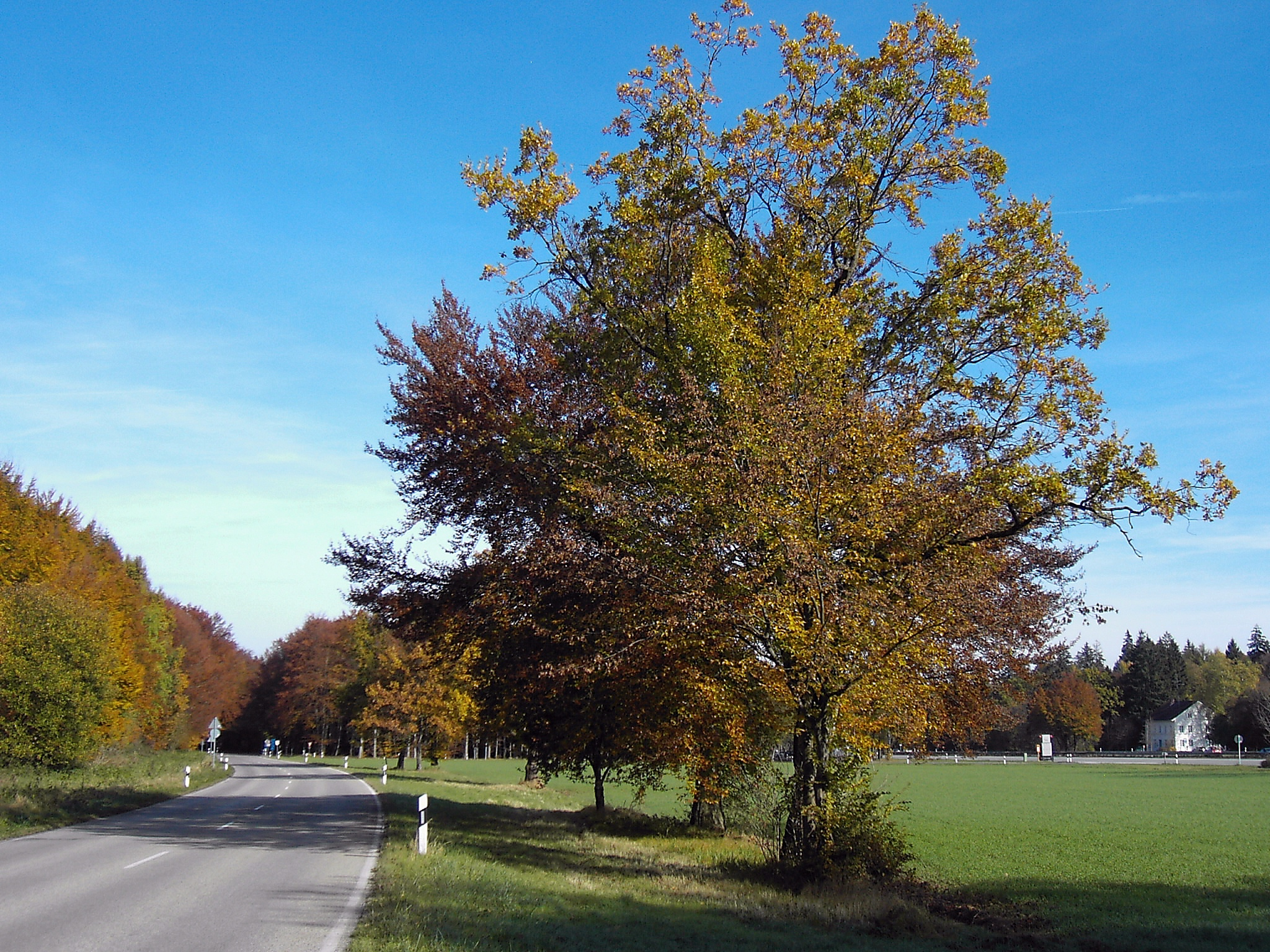
Inizio del Forstenrieder Park al Forsthaus Oberdill

## Geografia e geologia

### Posizione

Posizione a Circondario di Monaco di Baviera

Il Forstenrieder Park confina con i quartieri meridionali di Monaco Solln, Forstenried e Fürstenried. In senso orario, gli altri confini del Forstenrieder Park sono: Pullach, Baierbrunn, Hohenschäftlarn, Oberdill, Leutstetten, Buchendorf e Neuried. L'autostrada Monaco–Garmisch-Partenkirchen (A 95) passa in mezzo al Forstenrieder Park. La foresta è altresì attraversata da numerose altre strade, perlopiù parallele o disposte ad angolo retto l'una con l'altra. A est, la foresta è localmente delimitata dalla strada federale 11, che collega Monaco a Wolfratshausen.
Un tempo, a nord il territorio del Forstenrieder Park si estendeva fino all'Hirschgarten, a est fino all'Isar e a sud fino al lago di Starnberg, mentre a ovest i villaggi di Buchendorf, Krailling, Planegg e Lochham erano ancora terreni boschivi.

### Suddivisione amministrativa
All'area non incorporata del Forstenrieder Park appartengono quattro distretti boschivi statali, a ognuno dei quali sono associati un numero romano e il nome di una delle strade che attraversa il bosco (i cosiddetti "Geräumt"):
- distretto boschivo statale XII Hirschwiese (a est)
- distretto boschivo statale XIII Spitzelsgräben (a sud)
- distretto boschivo statale XV Heuberg (a ovest)
- distretto boschivo statale XVI Sauschütt (a nord).

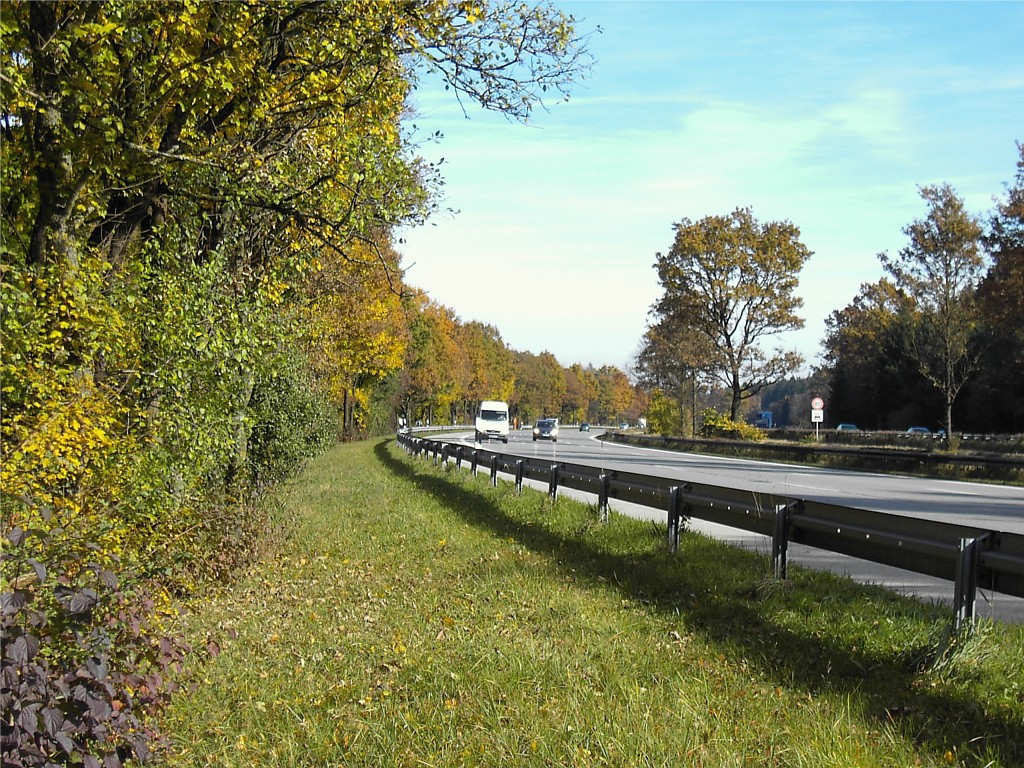
Autostrada A95 Monaco-Garmisch

I distretti sono separati l'uno dall'altro dall'autostrada 95, che nel tratto tra Monaco e Starnberg corre in direzione nord-est-sud-ovest lungo lo storico tracciato della strada Chaußee, e dal Ludwigsgeräumt, posto approssimativamente ad angolo retto rispetto all'autostrada.
A nord-est, un'enclave di circa 910 m² del Forstenrieder Park si trova all'interno della città di Monaco di Baviera.

### Geologia
Nell'ultima era glaciale (la glaciazione di Würm) le acque provenienti dal ghiacciaio Isar-Loisach trasportarono grandi quantità di detriti arrotondati verso nord, in particolare nella pianura ghiaiosa di Monaco su cui giace gran parte del Forstenrieder Park. Nella parte settentrionale della foresta, lo strato di ghiaia risalente alla suddetta era glaciale ha uno spessore medio di 20-30 metri e si appoggia su sedimenti di molassa di epoca pre-glaciale ricchi di falde acquifere. Nella parte meridionale, tra i solchi di deflusso risalenti alla glaciazione di Würm sono rimaste antiche morene e ghiaie ricoperte di löss della penultima era glaciale (glaciazione di Riss). Si tratta di valli lunghe fino a 5 km e profonde fino a 10 metri, come ad esempio l'Ottertal, caratterizzate da Fließerden e ghiaie periglaciali.

## Storia

### Dal XIV al XVIII secolo

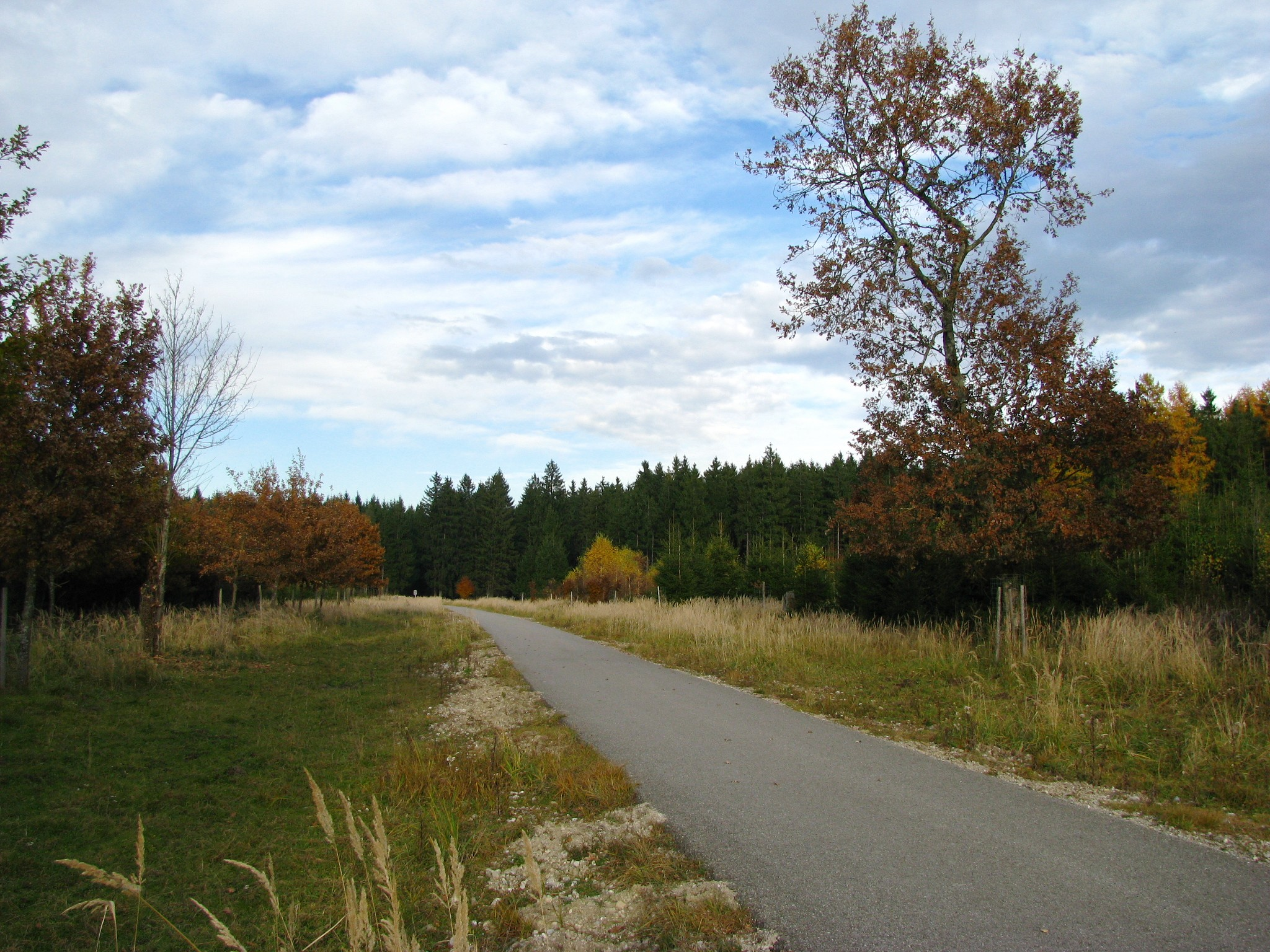
Karolinengeräumt

Nel 1399 Ludovico VII di Baviera-Ingolstadt comprò l'antica Baierbrunn assieme al Forstenrieder Park. Da quel momento in poi, la foresta diventò il luogo di caccia preferito dei Wittelsbach, cosicché per secoli la foresta poté godere di una particolare protezione. 

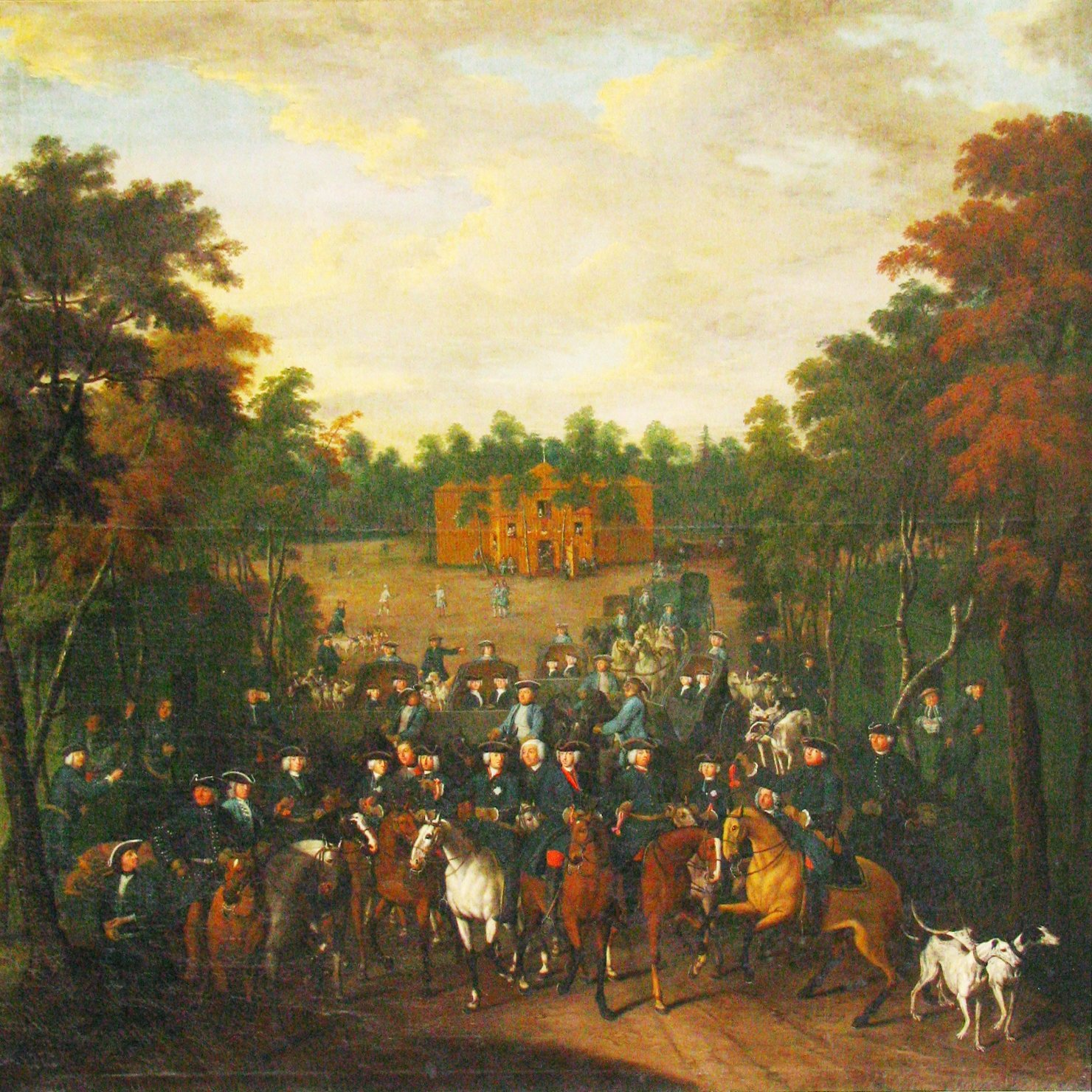
Caccia parforce alla casa gialla di Peter Jakob Horemans

Secondo una leggenda, tra il 1640 e il 1650 il Forstenrieder Park fu colpito da una grande invasione di lupi.
Dal 1687 il principe Massimiliano II Emanuele fece realizzare una serie di ampie vie (i "Geräumt"), sentieri e spiazzi per esercitare la cosiddetta "caccia par force".
Un tempo la foresta si estendeva molto oltre i suoi attuali confini. In particolare, il Forstenrieder Park arrivava fino al castello di Fürstenried, fatto costruire da Massimiliano Emanuele come residenza di caccia nel mezzo di quello che una volta era chiamato Hirschjagdpark, un parco per la caccia al cervo. Sull'esempio del castello Bouchefort di Bruxelles, il castello di Fürstenried servì come alloggio per battute di caccia, banchetti, feste e balli. Tra il 1733 e il 1735 Il principe Carlo VII di Baviera, successore di Massimiliano Emanuele, fece costruire nel Forstenrieder Park altre quattro residenze di caccia, soprannominate in base ai loro colori: la casa gialla, la casa blu, la casa rossa e la casa verde. Nonostante della casa gialla, già demolita nel 1746, non ci sia più oggi alcuna traccia, nel suo viaggio attraverso Monaco Johann Jakob Küchel annotò come l'edificio avesse un'impostazione simile a quella del Pagodenburg del parco di Nymphenburg, che fosse circondato da otto padiglioni e che giacesse nel quadrato che oggi è delimitato dal Zyllnhardgeräumt, dall'Augustengeräumt, dal Preysinggeräumt e dalla Spitzelbergweg, oggi corrispondente a un'ordinaria area boschiva nel mezzo della foresta. Dalla casa gialla partiva una delle vie che conduceva al castello di Fürstenried.
Traccia storica degli attuali quattro distretti boschivi del Forstenrieder Park si trova in una mappatura del 1796.

### XIX secolo
All'inizio del XIX secolo, il Forstenrieder Park diventò teatro delle grandi battute di caccia di Massimiliano II, seguite da festosi banchetti di corte al castello di Fürstenried. La più famosa di queste battute vide la partecipazione di Napoleone Bonaparte e fu indetta il 6 gennaio 1806, in occasione della nomina della Baviera a regno.
Nella prima metà del XIX secolo si assistette tuttavia a un progressivo cambiamento d'uso della foresta. Nel 1803 tutte le proprietà private furono scorporate.  Nel 1810 fu per la prima volta istituita una mirata gestione forestale, e in luogo dei vecchi varchi di caccia furono realizzati i Geräumt.
Al fine di proteggere l'area dalle devastazioni da parte di branchi di animali, nel 1850 si provvide all'erezione di una recinzione, che nella parte occidentale del Forstenrieder Park fu tuttavia demolita nel 1919. A causa di frequenti incidenti stradali dovuti all'attraversamento da parte di animali selvatici, la strada tra Monaco e Starnberg fu in seguito corredata di una nuova recinzione su entrambi i lati. 
Mappa storica del 1877
La forma attuale del Forstenrieder Park risale al 1853, con lo scorporamento delle foreste private di Pullach e della foresta municipale di Buchendorf.
Tra il 1889 e il 1892 una grande fetta degli alberi della parte orientale della foresta fu colpita da un attacco da parte di larve falene suore, che rese necessario il taglio di circa 550000 metri cubi di legna. Quest'area fu in seguito riforestata.

### XX secolo

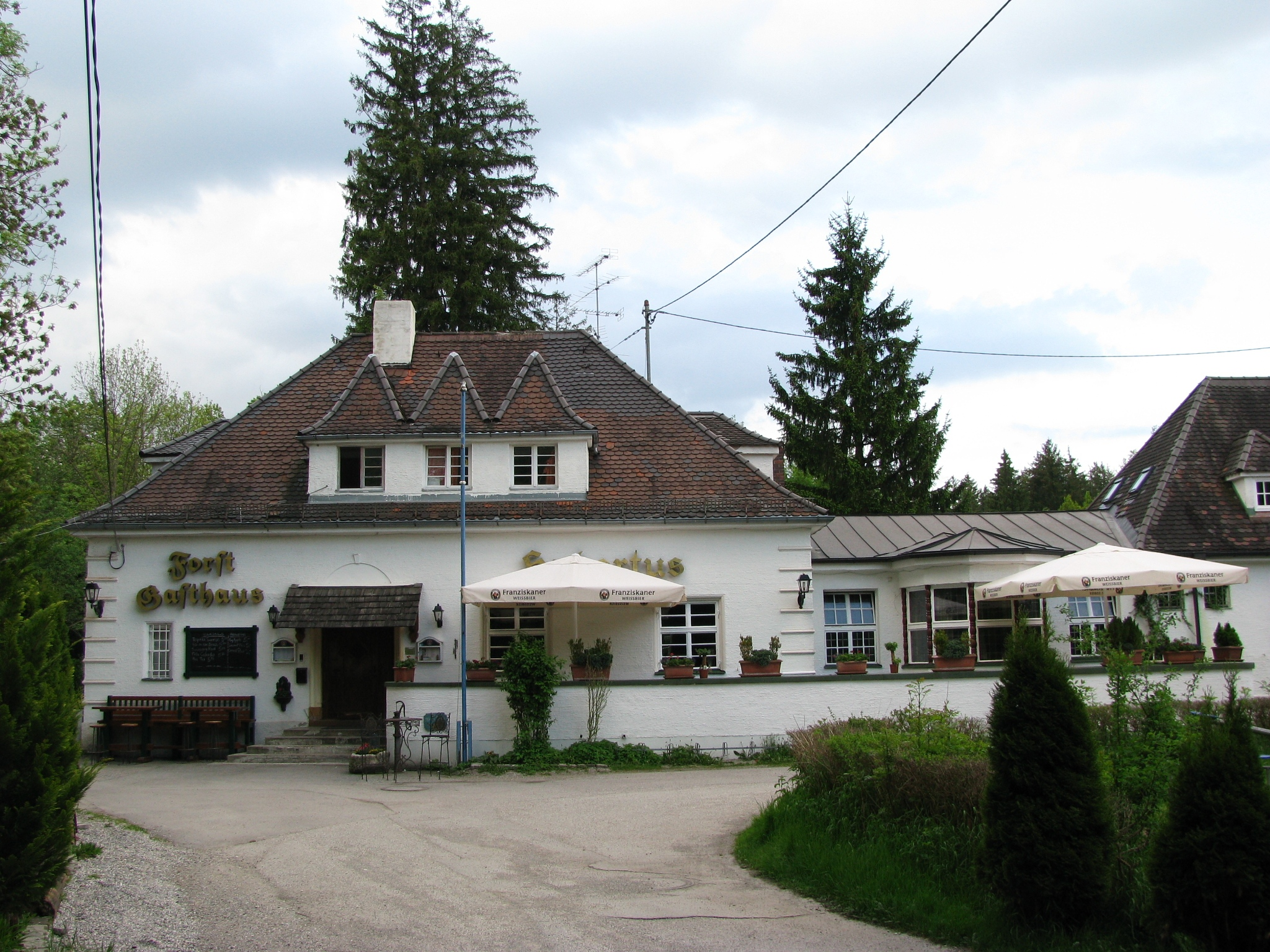
Locanda del poligono di tiro Hubertus

Il parco fu colpito da incendi boschivi nel 1747, nel 1815, nel 1912, nel 1915, nel 1920, nel 1921 e nel 1926.
Il poligono di tiro di Hubertus, istituito nel 1924 al confine con il distretto di Unterdill di Forstenried, viene ancora oggi regolarmente utilizzato per eventi di tiro.
Nel 1925 sul Ludwigsgeräumt venne installata una linea elettrica che corre in direzione sudest-nordovest.
L'11 agosto 1932 nel Forstenrieder Park fu aperto il primo campo di lavoro nazionalsocialista nell'Alta Baviera (quattro anni dopo chiamato con il nome di un ufficiale nazista di nome Hermann Gmelin). In occasione delle Olimpiadi invernali del 1936, la strada statale da Monaco a Starnberg fu raddrizzata e ampliata. Da allora, la strada viene chiamata Olympiastraße.

#### Seconda guerra mondiale
Durante la seconda guerra mondiale nel Forstenrieder Park si sarebbero dovute costruire molte fabbriche di munizioni ma l'opposizione di buona parte della città di Monaco riuscì a evitare questo cambio di destinazione d'uso. Le fabbriche furono invece costruite nella foresta di Wolfratshausen, vicino a Geretsried. Verso la fine della guerra, circa 400 ettari di foresta furono distrutti da bombardamenti. Le incursioni aeree su Monaco di Baviera si svolsero principalmente da sud sul lago di Starnberg e sul parco di Forstenried. All'estremità meridionale dell"Hochspannungsgeräumt, i nazisti avevano fatto costruire una stazione fittizia di legno, comprensiva di locomotive, da utilizzare come bersaglio fantoccio per i nemici.
Incursioni aeree mirate da parte degli alleati ebbero come obiettivo la zona industriale di Höllriegelskreuth (in particolare Linde). Per questa ragione, si presume che il Parco di Forstenried contenga ancor oggi ordigni inesplosi, come quello rinvenuto nell'autunno del 2010.

#### Dal secondo dopoguerra a oggi
Il 25 settembre del 1963 il Forstenrieder Park e le aree forestali adiacenti furono dichiarate zona protetta. L'associazione Schutzgemeinschaft Freunde des Forstenrieder Park, fondata nel 1965 e che oggi conta oltre 500 membri, da allora collabora con l'ufficio forestale statale di Monaco per curare e mantenere la foresta in ordine. 

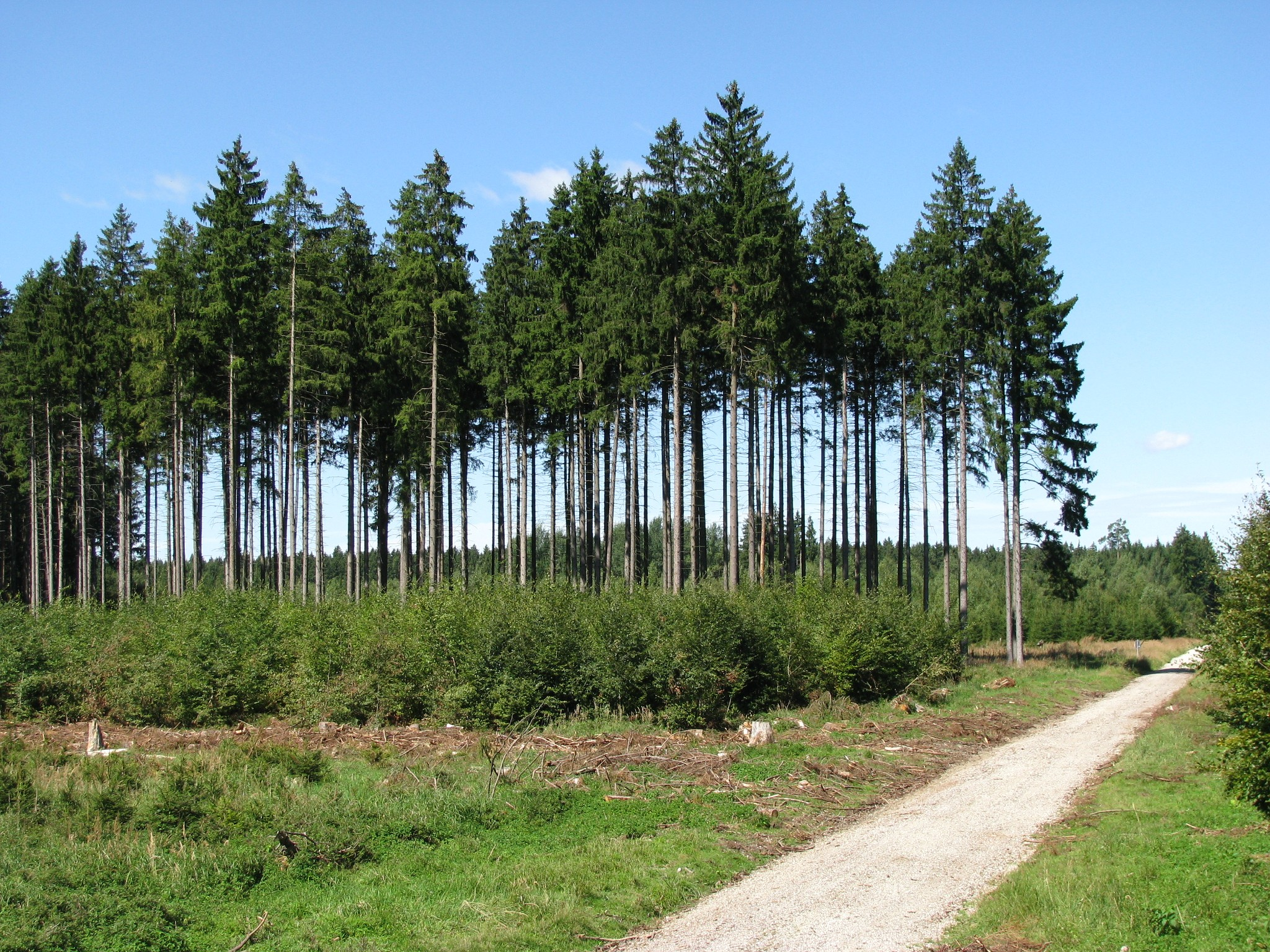
Area di conversione forestale nell'estate 2010

A fianco alla strada statale da Monaco a Starnberg, tra il 1966 e il 1969 fu costruita un'autostrada che da allora taglia l'area del parco in due. La costruzione dell'autostrada significò la fine di alcuni esercizi storici come la locanda nella Forsthaus Oberdill (che da allora è una stazione di polizia) e la Holzhackerhaus, una casa per falegnami demolita nel 1963. 
Durante i temporali della primavera del 1990 (uragano Wiebke), nel Forstenrieder Park - come del resto in gran parte della Baviera - si registrarono grossi danni, e tutti gli alberi più vecchi dovettero essere abbattuti. Da allora, l'amministrazione forestale statale ha compiuto sforzi crescenti per dare alla foresta una struttura più resistente e per sostituire le colture di solo abete rosso con foreste miste. Questo approccio è anche utile in vista di un possibile cambiamento climatico, in cui gli abeti rossi a radice piatta su superfici di ghiaia con solo una piccola quantità di humus possono essere danneggiati più facilmente durante periodi più lunghi di siccità.
A partire dal 2008 le città di Monaco e di Starnberg, nonché i comuni di Gauting, Neuried, Schäftlarn e Pullach hanno rivendicato l'inclusione delle aree non incorporate facenti parte della foresta. Alla fine del 2013, non essendo ancora in vista alcun accordo per via di controversie sui confini nate tra i comuni, l'ufficio comunale e distrettuale di Monaco ha tuttavia richiesto un'interruzione provvisoria del processo di integrazione del parco Forstenried.

## Flora e fauna

### Fauna

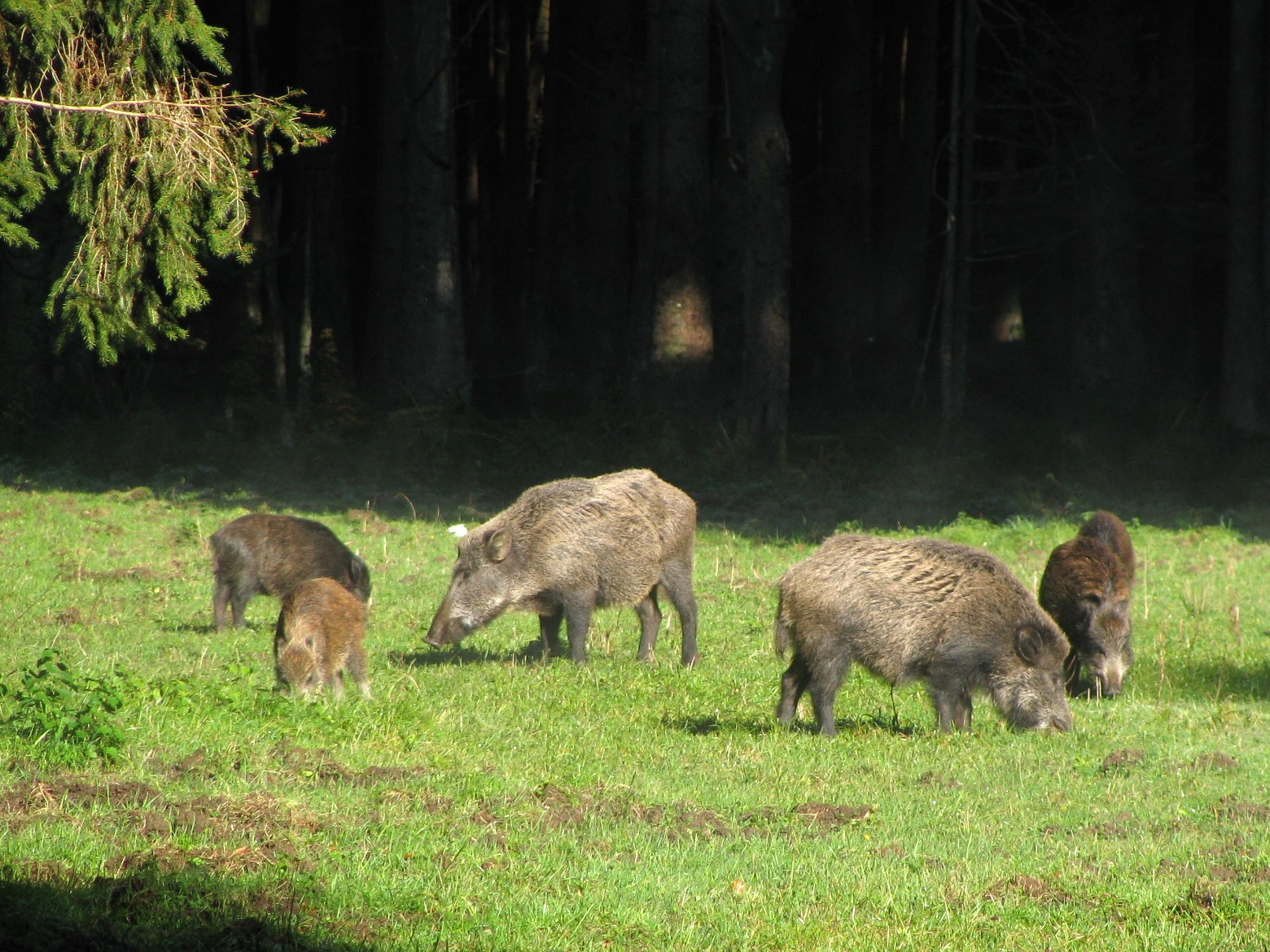
Cinghiali in una radura vicino a Oberdill

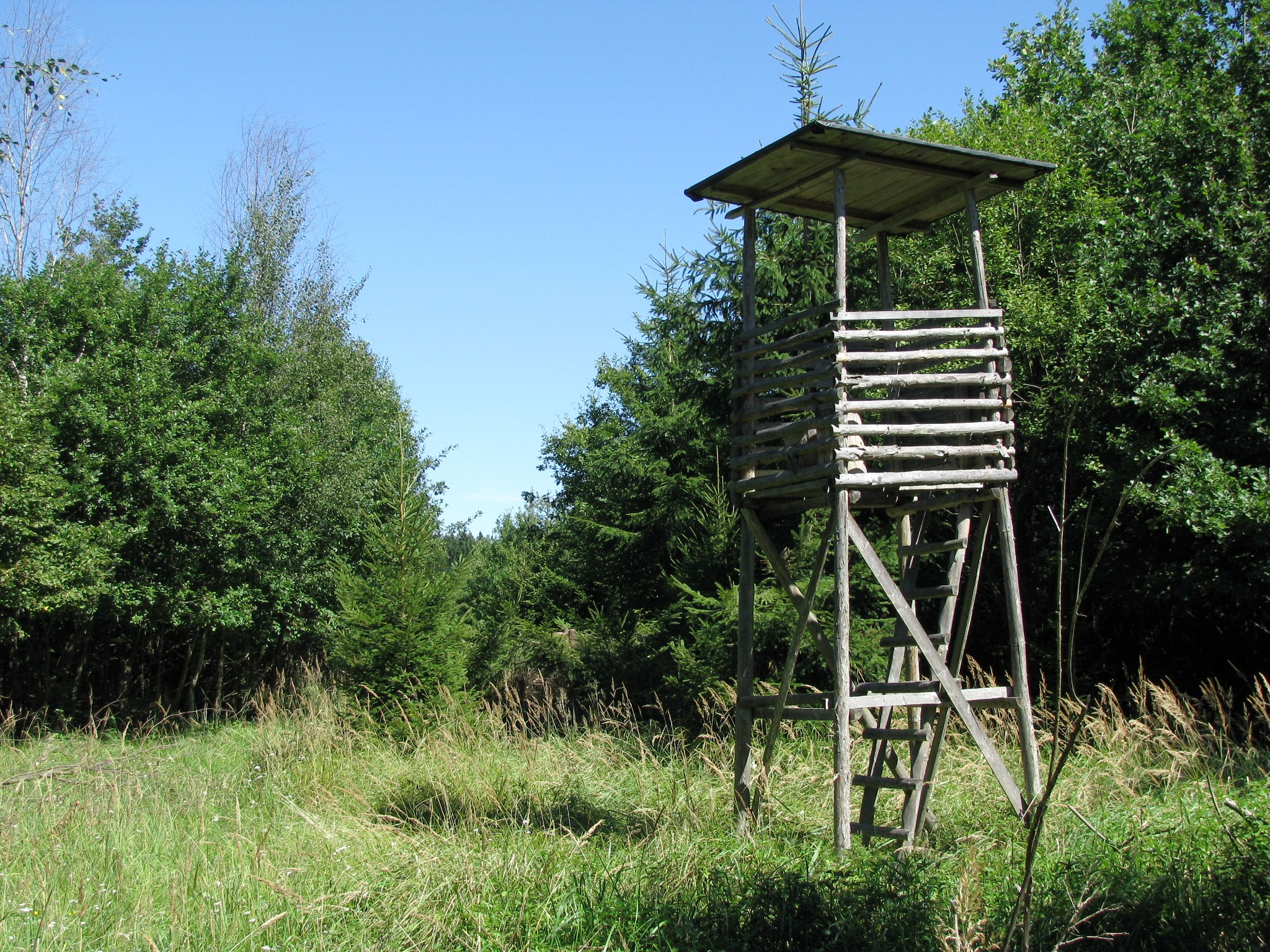
Una delle numerose sedi per l'osservazione degli animali presenti nel Forstenrieder Park

Oltre ad animali selvatici come volpi, tassi, procioni, caprioli, puzzole, conigli selvatici e scoiattoli, la foresta ospita anche cervi, daini e cinghiali. Contrariamente alla foresta di Ebersberg, situata est di Monaco, nel Forstenrieder Park non ci sono mufloni.
All'interno del Forstenrieder Park sono state rilevate 56 specie di uccelli, tra cui il picchio grigio, il picchio verde, la sterpazzola, l'avèrla piccola e il passero mattugio, ma anche alcune specie incluse nella lista rossa come l'astore, lo sparviero eurasiatico, il cuculo, la civetta nana e la civetta capogrosso. Il rospo comune è uno degli anfibi che vivono nella foresta.
Nel Forstenrieder Park vivono insetti come il locustone brizzolato, le barbitistes e l'osmoderma eremita. Vi si ritrovano inoltre farfalle come l'argo azzurro, la pafia, l'aglaia, la boloria selene, l'iperanto, la maniola jurtina, la ninfa minore, la galatea, la vanessa levana, la vanessa del cardo, l'occhio di pavone, la vanessa dell'ortica, l'ochlodes sylvanus,, la vanessa antiopa, l'iride e l'apatura ilia. Alla fine del XX secolo nel Forstenrieder Park si poteva osservare anche la coenonympha hero, una specie di farfalle della famiglia delle ninfalidi che in Baviera è in via d'estinzione.

### Flora

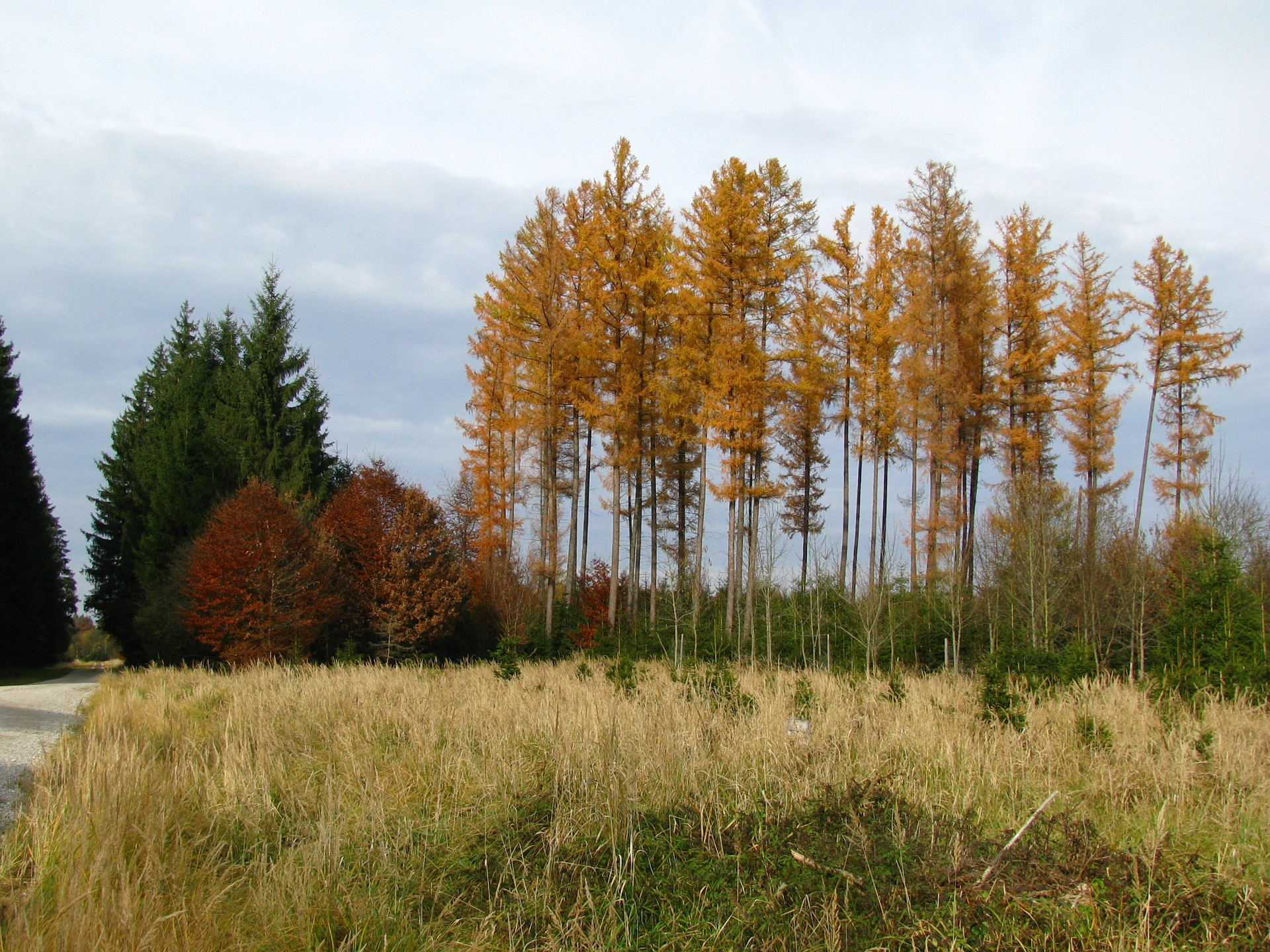
Abeti rossi, faggi e larici in autunno presso il Preysinggeräumt

Nel XVIII secolo il Forstenrieder Park consisteva ancora principalmente di latifoglie come faggi, querce, betulle e carpini bianchi. Dal 1810, i prati del parco furono prima riforestati con olmi, aceri e fraxini e in seguito, dal 1837, con abeti rossi e pini silvestri . Oggi il panorama del parco è dominato dalle conifere e, in particolare, dall' abete rosso. Nella foresta trovano posto anche pini di Weymouth e larici.
Una delle attrazioni principali del Forstenrieder Park è una quercia di 400-500 anni, con una circonferenza del tronco di 4,5 metri, situata lungo la via Julia, una strada romana che connetteva Günzburg (Guntia) a Salisburgo (Iuvavum) attraverso Augusta (Augusta Vindelicorum) e che passava attraverso il Forstenrieder Park. Nella foresta si trova anche un faggio con una circonferenza di 4 metri.
Tra i fiori occorre menzionare l'arnica, la salvastrella maggiore, il lilioasfodelo minore e la liliagine. 

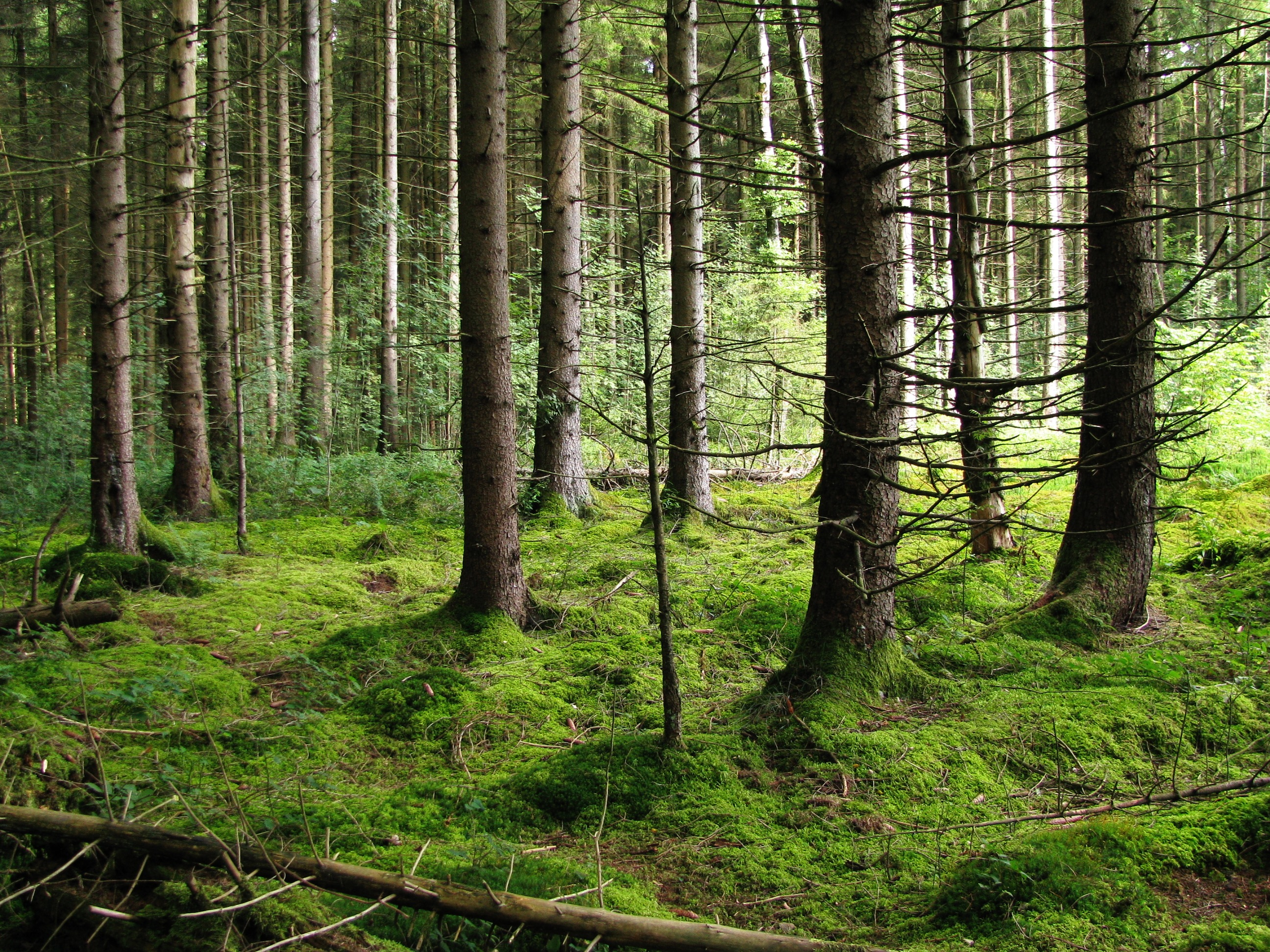
Abeti lungo il Zyllnhardgeräumt

## Luoghi d'interesse

### Aree archeologiche
Nell'area del Forstenrieder Park compresa tra le valli dei fiumi Würm e Isar si trovano quindici aree contenenti tumuli risalenti all'età del bronzo e alla cultura di Hallstatt. In totale, si registrano oltre 73 tumuli preistorici.
Altra particolarità del Forstenrieder Park sono due pietre commemorative che ricordano l'antico tracciato della Via Julia, una strada romana risalente al 50 d.C. che, attraverso la foresta, portava da Augusta Vindelicorum (Augusta) a Juvavum (Salisburgo). Le pietre commemorative furono fatte installare da Massimiliano II di Baviera agli incroci che la Via Julia formava con la Wolfratshauser Straße e con la Starnberger Landstraße. Fino al 1979 la pietra sulla strada per Starnberg si trovava nello spartitraffico dell'Autostrada A95 Monaco-Garmisch-Partenkirchen, dopodiché fu spostata a ovest rispetto alla sede autostradale. Il tracciato dell'antica Via Julia attraverso il Forstenrieder Park appare oggi come un sentiero boschivo, ai lati del quale si possono ancora trovare tracce delle cave di materiale usate per la costruzione della strada.

### Edifici e monumenti
Ai margini del Forstenrieder Park ci sono diversi uffici e case forestali, tra cui: 

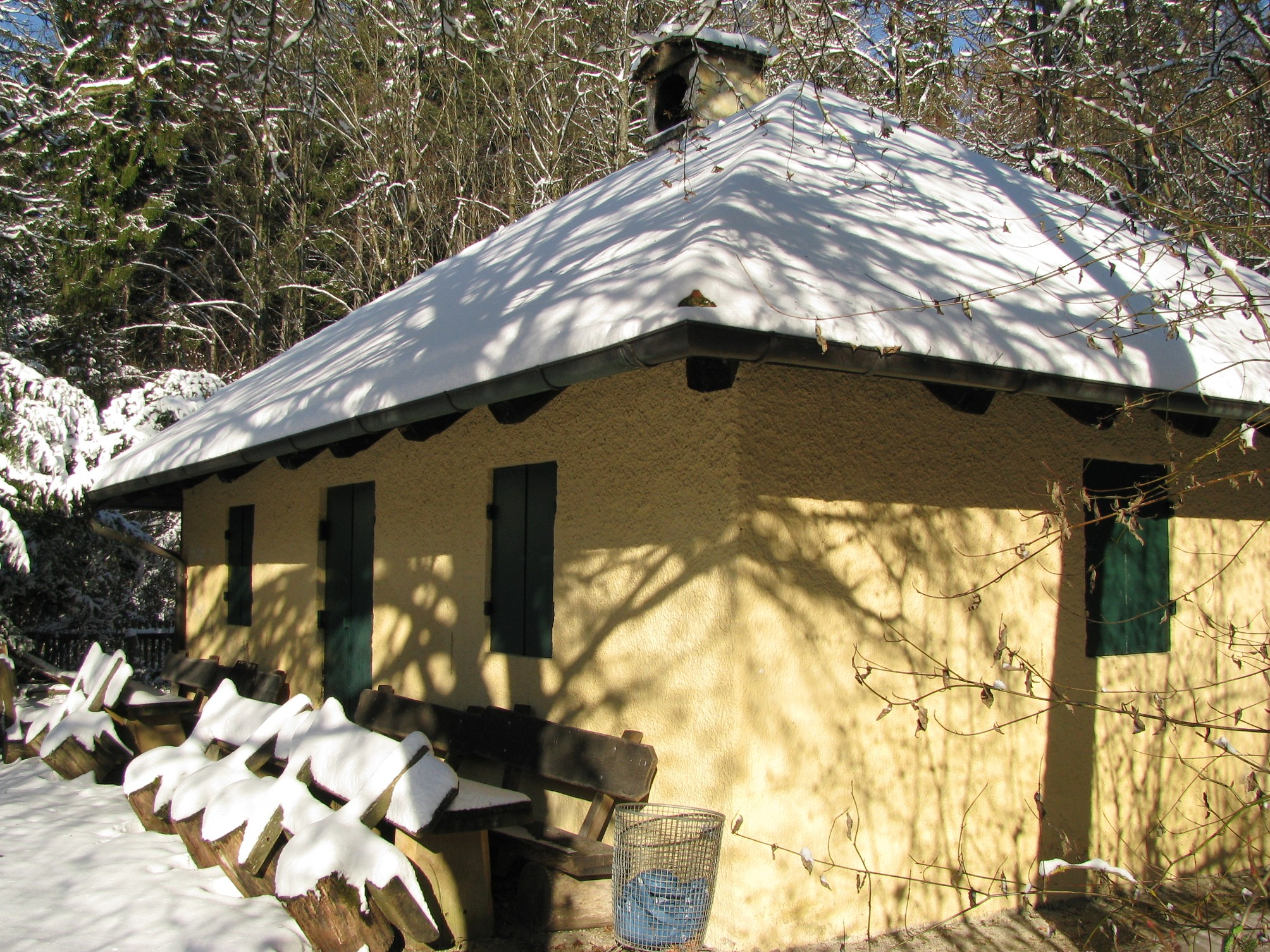
Casa gialla al centro del parco naturale

- la Forsthaus Oberdill, situata all'ingresso sud-occidentale della foresta, che attualmente ospita una stazione di polizia ma che fino al 1964 era adibita al servizio forestale (funzione che dal 1965 fu trasferita in un altro edificio appositamente costruito a Baierbrunn);
- la Forsthaus Forstenried, situata nel centro di Forstenried, monumento storico che ospita la sede dell'ufficio forestale di Monaco.

Altri uffici dell'amministrazione forestale si trovano ai confini della città di Monaco, a Unterdill e Maxhof.
La Casa gialla, una capanna di servizio costruita nel 1842 all'incrocio tra i Geräumt Ludwig e Karolinen (da non confondere con l'omonima residenza di caccia esistita tra il 1734 e il 1746), contiene affreschi di Friedrich Anton Wyttenbach. In corrispondenza di questo incrocio nel centro del parco naturale, vicino ad alcuni pannelli informativi dell'ufficio forestale sulla storia del parco si trovano una fontana, una croce di legno e le cosiddette Brüdereichen, due querce piantate da un forestale di nome Goebel in memoria dei suoi due figli caduti nella prima guerra mondiale. 

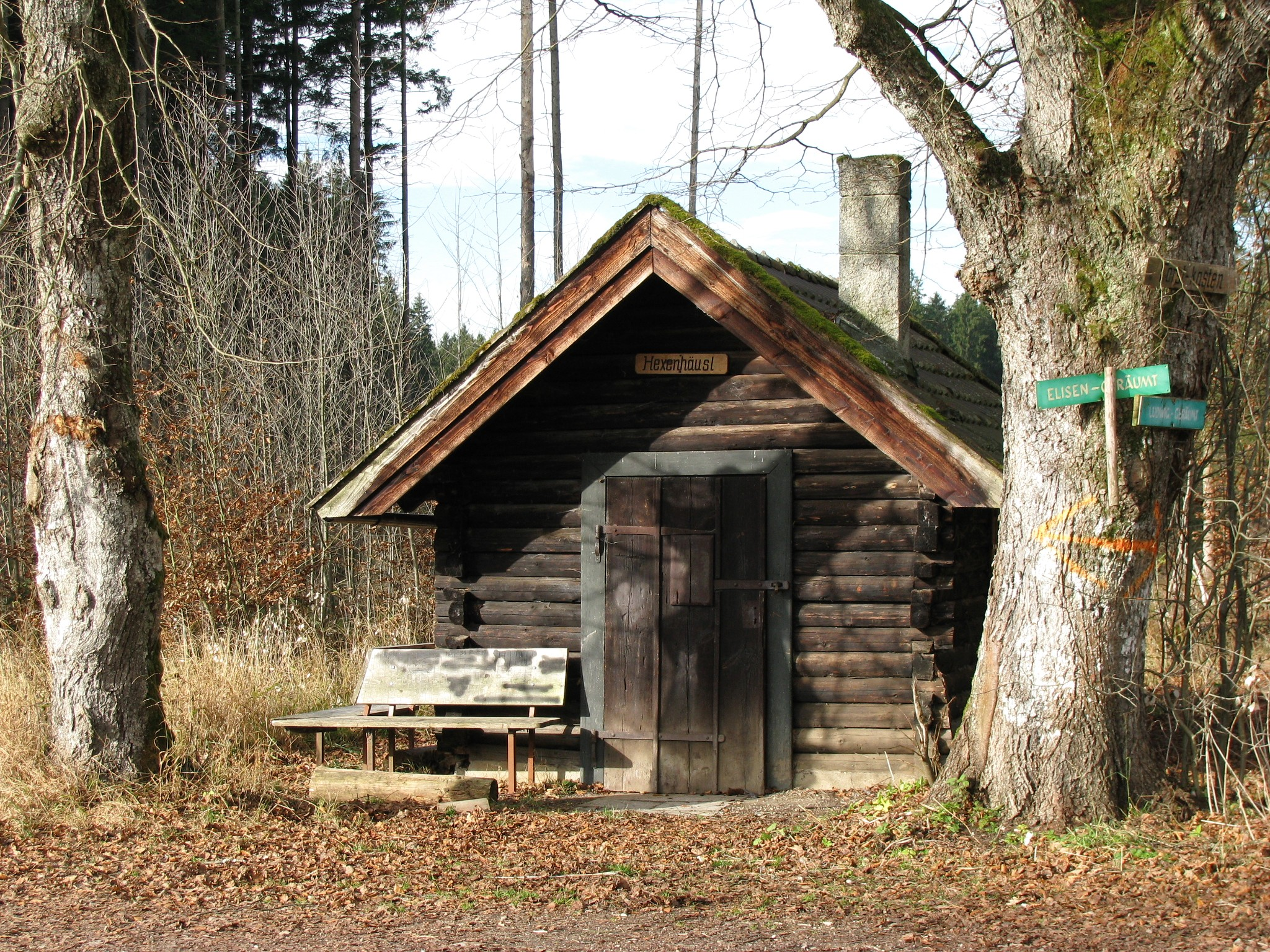
La "casetta delle streghe"

La cosiddetta Casetta delle streghe, situata all'intersezione del Ludwigsgeräumt e dell'Elisengeräumt, è una capanna per l'alloggio dei lavoratori, che la tradizione vuole essere stata abitata da spiriti.
Ai tempi delle cacce alla corte, ci furono ripetuti scontri tra cacciatori e bracconieri, con vittime da entrambi i lati. A testimonianza di questi fatti, lungo i sentieri della foresta si trovano ancora tavole commemorative come il Grüne Marter, una colonna commemorativa che la tradizione vuole eretta in memoria della fortuita uccisione di un cacciatore. Menzionata per la prima volta nel 1701, il Grüne Marter fu restaurato nel 1772 e nel 2000. In seguito all'istituzione di una zona protetta, nel 2004 la colonna fu spostata circa 300 metri più a est sul Karolinengeräumt, a poco più di un chilometro a sud-ovest della casetta di servizio della Casa gialla. ll Grüne Marter riporta una tavola con un'immagine di Maria e della Maddalena accanto a Cristo crocifisso, corredata di un'iscrizione (già nel 2010 illeggibile) che in origine recitava:

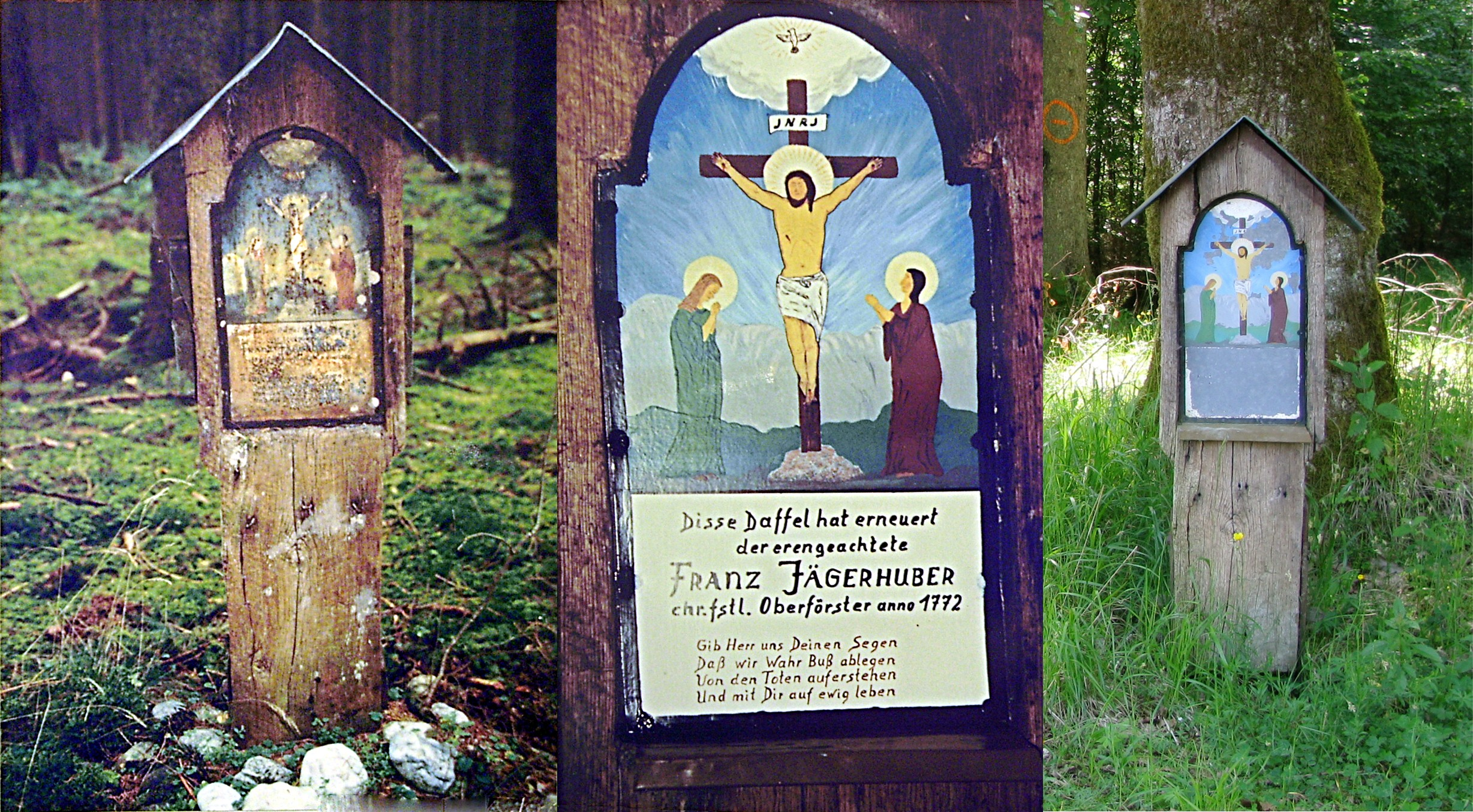
Il Grüne Marter prima e dopo il parziale restauro del 2000 (a sinistra e al centro) e nel 2010 (a destra)

Disse Daffel hat verlobt der erengeachtete Franz Jägerhuber chrfstl. Revierförster. anno 1772. 
Gib Jesu uns Dein Segen

Daß wir wahre Buß ablegen

Von den Toten auferstehn

Und mit dir auf ewig leben.
L'iscrizione menzionava dunque il fatto che la tavola fosse stata apposta nel 1772 da un forestale di nome Franz Jägerhuber, assieme a una preghiera (dacci o Gesù la tua benedizione / che noi confessiamo vera penitenza / di risorgere dai morti / e con te vivere in eterno).

### Altri luoghi d'interesse
Sul Linckgeräumt tra il Max-Joseph-geräumt e il Karlgeräumt si trova l'Achterlacke (precedentemente noto come Sauschutt), un abbeveratoio del XIX secolo con annesso una fontana con acqua potabile. L'Achterlacke intercetta la condotta che porta l'acqua lunga da Großhesselohe a Warnberg. Nei pressi dell'Achterlacke si trova il Königseichengruppe, un insieme di alberi che il guardaboschi reale e supervisore del parco Heller piantò in modo tale da formare le lettere L e M, in onore dei re Ludovico I e Massimiliano II. Gli alberi del Königseichengruppe sono oggi alti circa 80 metri e,  nonostante il rimboschimento, sono ancor oggi ben riconoscibili.

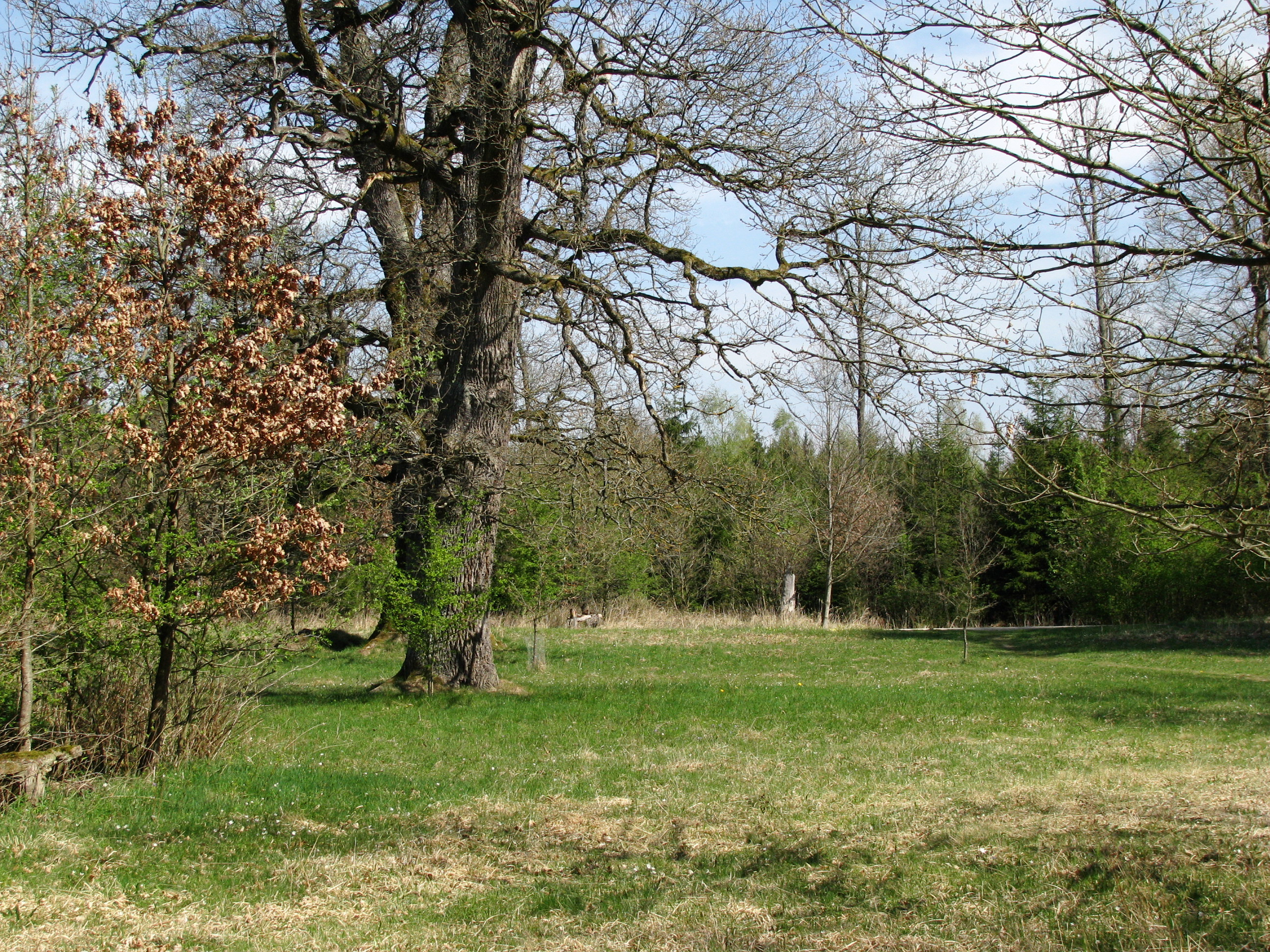
L'Eichelgarten in aprile

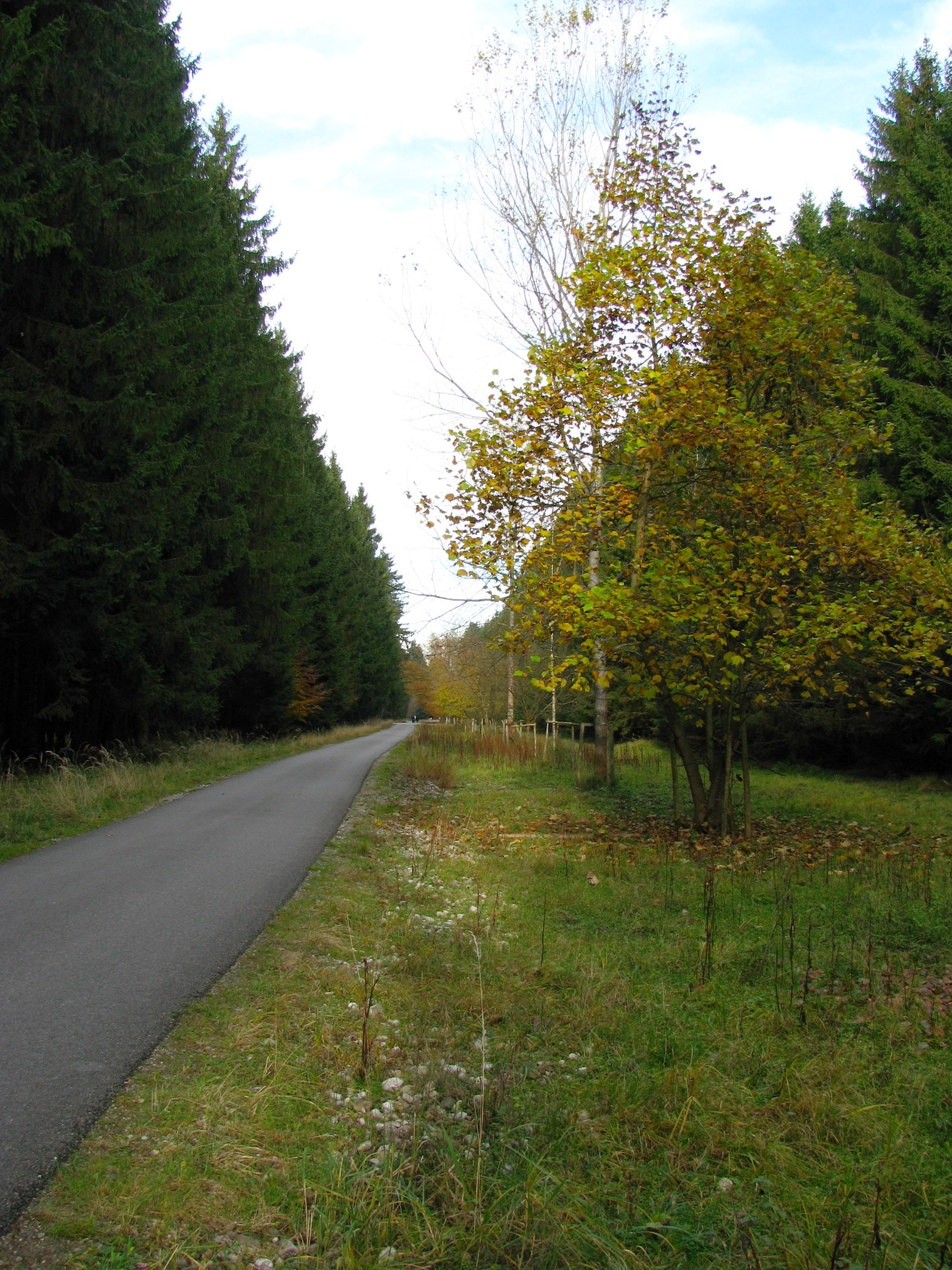
Il "Viale delle amiche e degli amici del Forstenrieder Park"

L'Eichelgarten (lett. "giardino delle ghiande") è un pascolo boschivo di circa otto ettari situato lungo l'antica strada romana tra l'autostrada e Buchendorf. Caratterizzato dalla presenza di querce secolari, l'Eichelgarten fornisce un'idea di quale aspetto dovesse avere buona parte del Forstenrieder Park nel XVI e XVII secolo, quando agli allevatori era concesso di condurre il bestiame nei boschi per il pascolo. L'area di queste zone silvopastorali era fino a cento volte più grande di quella dell'odierno Eichelgarten. Con la progressiva diminuzione dell'utilizzo di queste zone a pascolo, all'inizio del XIX secolo si procedette a una sempre maggiore riforestazione con abeti rossi. Oggi l'Eichelgarten rappresenta un habitat per specie rare, e 18 ettari di questa area sono protetti come Zona Speciale di Conservazione. In virtù della particolare importanza di quest'area per Forstenrieder Park, è stato sviluppato uno speciale concetto di gestione.

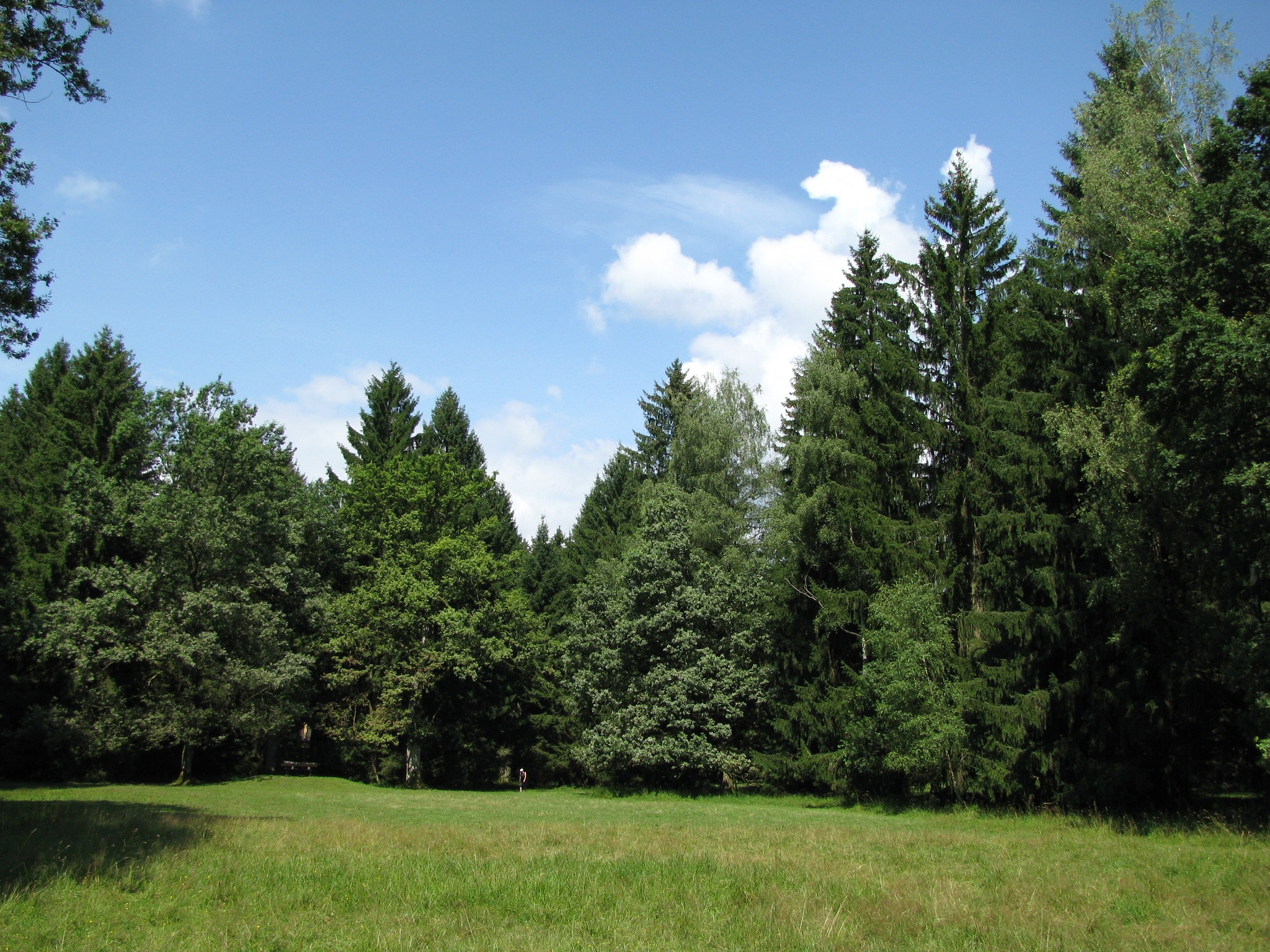
Gottesdienstwiese Kreuzbichl

Il 25 aprile 1990 l'associazione Schutzgemeinschaft Freunde des Forstenrieder Park piantò lungo un tratto del Karolinengeräumt 26 alberi di diverse specie prevalentemente autoctone: quercia peduncolata, carpine, tiglio selvatico, sorbo degli uccellatori, sicomoro, betulla della neve, faggio, robinia, quercia rossa, ippocastano, sorbo, olmo montano, ciliegio aspro, frassino, olmo bianco, noce canaletto, acero campestre, ciliegio, melo selvatico, acero riccio, pero selvatico, pioppo bianco, pruno, betulla, pioppo tremulo e albero dei tulipani. Per l'occasione, questo tratto del Karolinengeräumt fu ridenominato Allee der Freundinnen e Freundes der Forstenrieder Park (Viale delle amiche e degli amici del Forstenrieder Park).
Il Gottesdienstwiese Kreuzbichll è un prato nel Forstenrieder Park su cui, di norma, una volta all'anno la parrocchia della Santa Croce di Forstenried celebra una messa. La radura, che si trova a sinistra del percorso verso Warnberg che poco dopo si dirama dalla Neuhauser-Weg a sud di Unterdill, fu consacrata nel 1979. Nel 1993 vi furono installati una croce e un altare per le messe.